# Лівен Карл Павлович
Ка́рл Па́влович Лі́вен (7 серпня 1880, Сессау, нинішня Литва — 23 листопада 1941, Париж, Франція) — князь, капітан I рангу флоту Української Держави (з 1 липня 1918 року).

## З життєпису
1902 року закінчив Олександрівський ліцей. З 1904 року — офіцер, капітан II рангу, перебував при великому князі Кирилі Володимировичу. Закінчив Морський кадетський корпус.
Учасник російсько-японської та Першої світової воєн.
1918 року — представник українського морського відомства у міжнародній навігаційно-технічній комісії, командир міноносця «Зоркій». Кінцем червня 1918-го забезпечив повернення українських торговельних кораблів з Новоросійська, коли більшовики вимагали затоплення торговельних суден. Тоді команді одеського пароплава «Євфрат», що вже двічі намагався вислизнути з Новоросійська, вдалося зв'язатися з князем Лівеном — представником Української Держави, що перебував на крейсері «Гебен». Німецькі представники пообіцяли підтримку у випадку будь-якої протидії більшовиків. Відтак «Євфрат» вийшов з порту та рушив до Одеси, услід за ним під українськими прапорами — пароплави «Ай-Петрі», «Юпітер», «Луч», «Анатолій Молчанов», інші. Протягом 3-5 липня кораблі-«заручники» повернулися в порти Української Держави.
Восени 1920 евакуйований із Севастополя. 1921 року перебував в Константинополі, згодом — в Парижі. 1927 року був службовцем.

## Родина
1918 року в Одесі одружився з Софією Вількоржевською (померла 1956 в Парижі).
Син Павло нар. 1919; онучки Софія — нар. 1946, Ізабель — нар. 1947, Карола — нар. 1951.